# Anticopyright

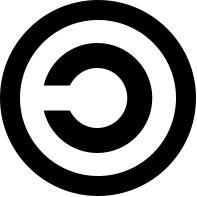
Um dos símbolos utilizados por grupos anticopyright.

Anticopyright refere-se a movimentos ou posturas de negação e enfrentamento quanto à legislação sobre copyright, que é definido como qualquer direito exclusivo para reproduzir, publicar, vender ou distribuir uma literatura, musical, arte ou qualquer forma de trabalho O espectro de entidades e grupos relacionados ao anticopyright é muito grande. Suas ideias podem ser encontradas em grupos moderados que defendem uma reforma nas leis de copyright, até grupos mais radicais que pregam o livre compartilhamento de obras, como o Coletivo Sabotagem ou o Pirate Bay.